# Live at the Royal Albert Hall (album des Who)
Pour les articles homonymes, voir Live at the Royal Albert Hall.
Albums de The Who
The Ultimate Collection
(2002) Then and Now
(2004)
Live at the Royal Albert Hall est un triple album live du groupe de rock The Who sorti en 2003. Il retrace deux concerts donnés au Royal Albert Hall en 2000 et 2002, dont le second est le dernier donné avec John Entwistle.

## Titres
Toutes les chansons sont de Pete Townshend, sauf mention contraire.

### Disque 1
1. I Can't Explain – 2:51
2. Anyway, Anyhow, Anywhere (Daltrey, Townshend) – 4:33
3. Pinball Wizard – 3:44
4. Relay – 8:14
5. My Wife (Entwistle) – 6:38
6. The Kids Are Alright – 6:12
7. Mary Anne with the Shaky Hand – 4:12
8. Bargain – 6:52
9. Magic Bus – 10:05
10. Who Are You – 7:05
11. Baba O'Riley – 5:48

### Disque 2
1. Drowned – 6:38
2. Heart to Hang Onto – 4:41
3. So Sad About Us – 3:19
4. I'm One – 2:51
5. Getting in Tune – 6:21
6. Behind Blue Eyes – 3:48
7. You Better You Bet – 5:46
8. The Real Me – 5:27
9. 5:15 – 11:40
10. Won't Get Fooled Again – 9:12
11. Substitute – 3:20
12. Let's See Action – 5:15
13. My Generation – 5:30
14. See Me, Feel Me/Listening to You – 5:04

### Disque 3
1. I'm Free – 2:49
2. I Don't Even Know Myself – 4:43
3. Summertime Blues (Capehart, Cochran) – 3:20
4. Young Man Blues (Allison) – 5:54

## Personnel
- Roger Daltrey : Chant, guitare
- Peter Townshend : Guitare, chant
- John Entwistle : Basse, chant

- Musiciens additionnels :
- Zak Starkey : Batterie
- John "Rabbit" Bundrick : Claviers, chœurs

- Invités spéciaux :
- Bryan Adams : Chant sur See Me, Feel Me/Listening to You & Behind Blue Eyes
- Noel Gallagher : Guitare et chœurs sur Won't get fooled again
- Kelly Jones : Guitare et chant sur Substitute
- Nigel Kennedy : Violon sur Baba O'Riley
- Eddie Vedder : Chant sur I'm One, Getting in Tune, Let's See Action & See Me, Feel Me/Listening to You
- Paul Weller :  Chant et guitare acoustique sur So sad about us